# Dendrobium fractiflexum
Die Orchidee Dendrobium fractiflexum ist ein Endemit Neukaledoniens, der nur im Süden der Insel Grande Terre vorkommt. Es sind relativ große Pflanzen, die in feuchten Wäldern wachsen.

## Beschreibung
Dendrobium fractiflexum bildet 0,5 bis 2 m, nach anderen Angaben bis zu 4 m hohe Sprosse, die manchmal verzweigt sind. Der Durchmesser der Sprossachse beträgt 3,5 bis 5 mm, die Länge der Internodien 1,1 bis 2 cm. Die Wurzeln sind 2 bis 6 mm dick, ihre Oberfläche ist warzig rau. Die Laubblätter messen (7) 9 bis 16 cm Länge bei (0,7) 1 bis 2 cm Breite.
Der traubige, seitenständige Blütenstand besteht aus drei bis zwölf (bis 15) Blüten. Blühende Pflanzen wurden rund ums Jahr aufgefunden. Die Blütenstandsachse ist wächst im Zickzack und hängt nach unten über. Die äußeren Blütenblätter sind 2,8 cm lang, die Blüten besitzen eine Größe von 3 bis 5 cm. Die Blütenfarbe ist weiß, etwas grünlich oder leicht rosa, mit kleinen roten, rosa oder braunen Punkten. Die Lippe ist grün mit weißen Rändern, längs verlaufen drei Kiele. Die Säule reicht weit über die Ansatzstelle am Fruchtknoten hinaus („Säulenfuß“), die seitlichen Sepalen bilden mit dem Säulenfuß eine Ausbuchtung („Mentum“).

## Verbreitung
Im äußersten Süden von Neukaledonien ist Dendrobium fractiflexum weit verbreitet, weiter nördlich gibt es nur wenige Funde. Die Pflanzen wachsen meist in Höhenlagen von 100 bis 400 m, seltener auch bis 600 m oder 800 m. Sie wächst in halbschattigen oder schattigen Plätzen in feuchten Wäldern.

## Systematik und botanische Geschichte
Dendrobium fractiflexum wurde 1903 von Finet beschrieben. Innerhalb der Gattung Dendrobium wurde sie, zusammen mit einigen anderen Arten, in die Sektion Macrocladium gestellt. Diese Sektion ist allerdings mit anderen Gattungen wie Flickingeria und Grastidium näher verwandt als mit der Typusart der Gattung Dendrobium. Der Name Grastidium fractiflexum wurde schon 1984 von Rauschert publiziert. Jones und Clements bevorzugten noch kleinere Gattungen und stellten die neue Gattung Cannaeorchis mit der Typusart Cannaeorchis fractiflexa für diese Verwandtschaftsgruppe auf. Andere Autoren verwenden weiter gefasste Gattungs-Konzepte.